# Eric Wynalda
Eric Wynalda   (Fullerton, 9 de juny de 1969) és un exfutbolista estatunidenc de la dècada de 1990.
Fou 106 cops internacional amb la selecció dels Estats Units, amb la qual participà en els Mundials de 1990, 1994 i 1998.
Pel que fa a clubs, destaca a 1. FC Saarbrücken, VfL Bochum i San Jose Earthquakes entre d'altres.
Trajectòria com a entrenador:
- 2010-2011: San Diego Flash (assistent)
- 2012: Cal FC
- 2012: Atlanta Silverbacks (interí)
- 2014: Atlanta Silverbacks
- 2017: L.A. Wolves
- 2018-2020: Las Vegas Lights